# Nähgarn

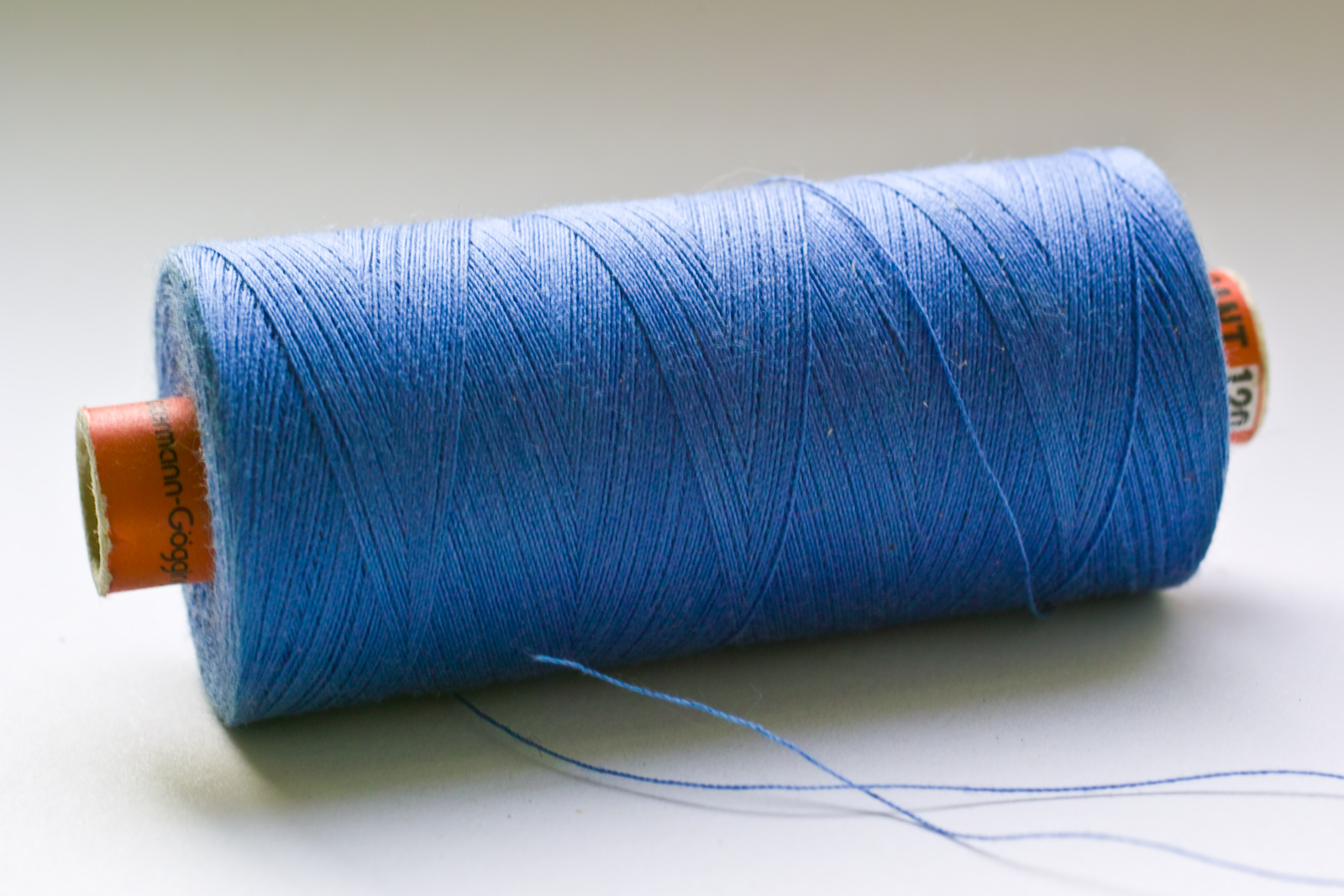
Nähgarn auf 1000-m-Rolle mit typischer Präzisionswicklung

Nähgarn ist eine Garnart, die sich zum Nähen eignet.

## Eigenschaften
Zu den wichtigsten Eigenschaften des Nähgarns gehören:
- Reiß-, Scheuer- und Schlingenfestigkeit (Reißfestigkeit Baumwollzwirn = ca. 25 cN/tex, Synthetikzwirne = über 70 cN/tex)
- Dehnung und Formstabilität, Gleitfähigkeit

## Herstellung

### Material
- Die meisten Nähgarne werden aus Polyester (PES) in allen bekannten Formen hergestellt (Multifil glatt, texturiert und umsponnen mit Baumwolle, Monofil, sowie Lang- und Kurzstapelfaser).
- Polyamid-(inklusive Aramid), Elastan-, Polyacrylfasern und Teflon verwendet man für spezielle Nähgarne.

Von den Naturfasern sind bedeutsam:
- Baumwolle, besonders in Mischungen mit PES und
- Seide als Grège oder Schappe

### Verfahren
- Die meisten Garne werden dreifach gezwirnt; auch zweifache und Mehrfachzwirne (z. B. 2 × 3 gezwirnt) sind üblich. Für spezielle Zwecke verwendet man Monofile.
- Alle Stapelfasergarne werden gesengt
- Baumwolle und Mischungen mit Baumwolle werden in der Regel gebleicht und merzerisiert.
- Alle Nähgarne werden gefärbt (Filamentgarne oft in der Spinnmasse), Ausnahme: Monofilgarne bleiben oft ungefärbt, transparent.
- Als Bondierung wird die Behandlung des Garns mit Kunststoff bezeichnet. Dabei werden die Fasern miteinander verklebt. Das Garn fasert beim Nähen von Materialien mit hohem Widerstand nicht so leicht auf und wird dadurch reißfester. Garnhersteller geben ihren bondierten Produkten häufig Namen mit der Endung -bond.[1]
- Durch eine Hydrophobierung wird das Garn wasser- und schmutzabweisend. Durch eine Fluorcarbon-Ausrüstung kann man zusätzlich eine ölabweisende Eigenschaft erreichen.
- Bei der Garnavivage werden die Garne beispielsweise durch Öle gleitfähiger gemacht. Sie haben dann weniger Laufwiderstand in der Maschine und reißen weniger leicht.[2]

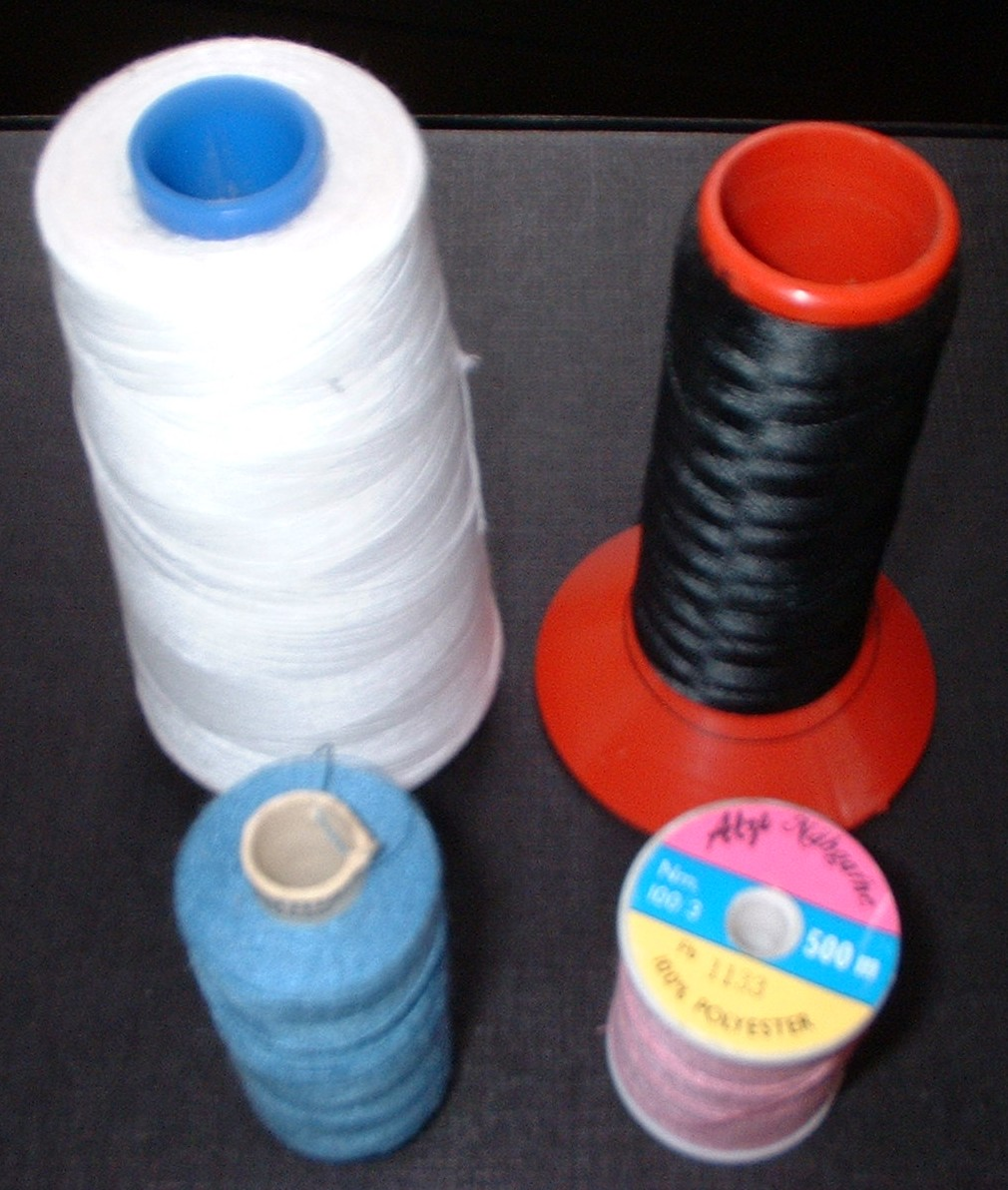
Nähgarne

### Aufmachung
In der letzten Produktionsstufe spult man fertige Zwirne auf verschiedene Spulenformate- und Größen (von 40 m für den Hausbedarf bis zu 50.000 m für industrielles Nähen).
Die Aufnahme rechts zeigt eine zylindrische (vorne links), eine konische Kreuzspule (hinten links), vorne rechts eine Scheibenspule und hinten rechts eine s. g. Kingspule.

## Bezeichnung der Zwirne
Jede Spule trägt ein Etikett mit Angaben über die Materialzusammensetzung und Garnfeinheit.
Bei der Nummerierung der Garnfeinheit überwiegt das (seit 1964 eigentlich offiziell abgeschaffte) metrische System (Nm).
Auf den Etiketten wird die Feinheit oft unter der Bezeichnung Nr. (oder No.) angegeben. In dem Fall bezieht sich die numerische Angabe immer auf die metrische Nm eines dreifachen Zwirns. Zum Beispiel ein Nähgarn Nr. 120 ist entweder Nm 120/3 oder Nm 80/2 (in beiden Fällen eine End-Nm 40).

## Verwendung

### Verwendung der Standard-Nähgarne
| Einsatzgebiet          | Zwirnart und Feinheits-Nr.           | Zwirnart und Feinheits-Nr.  | Zwirnart und Feinheits-Nr.  | Zwirnart und Feinheits-Nr.  | Zwirnart und Feinheits-Nr.  | Zwirnart und Feinheits-Nr. |
| Einsatzgebiet          | Umspinngarn PES u. PES/CO Nr. 30–150 | Multifil PES Nr. 6–200      | PES textur. Nr. 100–250     | PES/ Elastan Nr. 12–80      | Multifil PA Nr. 20–80       |                            |
| ---------------------- | ------------------------------------ | --------------------------- | --------------------------- | --------------------------- | --------------------------- | -------------------------- |
| Bekleidung Gewebe      | Grünes Häkchensymbol für ja          | Grünes Häkchensymbol für ja | Grünes Häkchensymbol für ja | Grünes Häkchensymbol für ja |                             |                            |
| Bekleidung Maschenware | Grünes Häkchensymbol für ja          |                             | Grünes Häkchensymbol für ja | Grünes Häkchensymbol für ja |                             |                            |
| Wäsche, Badebekleidung | Grünes Häkchensymbol für ja          |                             | Grünes Häkchensymbol für ja | Grünes Häkchensymbol für ja |                             |                            |
| Krawatten              | Grünes Häkchensymbol für ja          | Grünes Häkchensymbol für ja |                             |                             |                             |                            |
| Pelze                  |                                      | Grünes Häkchensymbol für ja |                             |                             |                             |                            |
| Lederwaren, Taschen    | Grünes Häkchensymbol für ja          | Grünes Häkchensymbol für ja |                             |                             |                             |                            |
| Heimtextilien          | Grünes Häkchensymbol für ja          | Grünes Häkchensymbol für ja | Grünes Häkchensymbol für ja |                             | Grünes Häkchensymbol für ja |                            |
| Zelte, Planen          | Grünes Häkchensymbol für ja          | Grünes Häkchensymbol für ja |                             |                             |                             |                            |
| Schuhe                 | Grünes Häkchensymbol für ja          | Grünes Häkchensymbol für ja |                             |                             | Grünes Häkchensymbol für ja |                            |
| Airbags                |                                      |                             | Grünes Häkchensymbol für ja |                             | Grünes Häkchensymbol für ja |                            |
| Kugelsichere Westen    | Grünes Häkchensymbol für ja          | Grünes Häkchensymbol für ja |                             |                             |                             |                            |
| Auto-Innenausstattung  |                                      | Grünes Häkchensymbol für ja |                             |                             | Grünes Häkchensymbol für ja |                            |

### Verwendung für spezielle Zwecke
- Baumwollgarne: sogenannte Rohkonfektion (Waren, insbesondere Hosen, werden erst nach dem Konfektionieren gefärbt)
- Aramid: Technische Textilien (Airbags, Hitzeschutzanzüge, Arbeitshandschuhe, Sicherheitsschuhe, Filter)
- Seide: elastische Nähte, Knopflöcher, Knöpfe annähen, Lederwaren, Pelze
- PES-Multifil mit Metallbändchen (Silber, Gold) umwickelt: Ziernähfaden
- Teflon: Chemikalienresistente Textilien

| Artikel        | Bedarf (in m) | Bedarf (in m) |
| Artikel        | von           | bis           |
| -------------- | ------------- | ------------- |
| Hemd           | 70            | 90            |
| Da-, He-Slip   | 80            | 100           |
| Rock           | 100           | 200           |
| Kleid          | 130           | 180           |
| Hose           | 250           | 350           |
| Trainingsanzug | 170           | 250           |
| Mantel         | 250           | 300           |
| Schuhe         | 20            | 40            |